# Soyouz TM-14
Soyouz TM-14 est la première mission Soyouz lancée après la dissolution de l'Union soviétique. L'un des membres de l'équipage de cette mission, Klaus-Dietrich Flade, un aviateur formé en RFA, est le deuxième Allemand à visiter une station spatiale, après Sigmund Jähn qui avait passé quelques jours sur Saliout 6 pour le compte de la République démocratique allemande (RDA) en 1978. Flade retourne peu après sur terre à bord de Soyouz TM-13, un véhicule lancé l'année précédente.

## Équipage
Décollage :
- Aleksandr Viktorenko (3)
- Alexandre Kaleri (1)
- Klaus-Dietrich Flade (1) d'Allemagne

Atterrissage :
- Aleksandr Viktorenko (3)
- Alexandre Kaleri (1)
- Michel Tognini (1) de France

## Paramètres de la mission
- Masse : 7150 kg
- Périgée : 373 km
- Apogée : 394 km
- Inclinaison : 51.6°
- Période : 92.2 minutes

## Points importants
14e expédition vers Mir.